# 阿部村 (徳島県)
阿部村（あぶそん）は、かつて徳島県海部郡にあった村。

## 沿革
- 1889年（明治22年）10月1日 - 町村制施行に伴い海部郡 阿部浦村・伊座利浦村が合併し、阿部村が発足。
- 1955年（昭和30年）2月11日 - 三岐田町に編入し消滅。